# Pazifische Hurrikansaison 2009
Die pazifische Hurrikansaison 2009 begann im östlichen Pazifik offiziell am 15. Mai und im Zentralpazifik am 1. Juni; sie endete am 30. November. Innerhalb dieser Periode bilden sich üblicherweise die meisten Tropischen Stürme, da nur zu dieser Zeit geeignete Bedingungen existieren, wie etwa ein warmer Ozean, feuchte Luft und wenig Windscherung, um die Bildung von Tropischen Wirbelstürmen zu ermöglichen. Alle Stürme, die sich nördlich des Äquators und östlich von 180°W bilden gehören zu diesem Becken. Stürme, die sich weiter westlich bilden, werden nicht mehr Hurrikane, sondern Taifune genannt.
Obwohl das ostpazifische Becken nach dem Westpazifik das zweitaktivste Entstehungsgebiet tropischer Wirbelstürme in der Welt ist, bedrohen die meisten Stürme kein Land, da sie meistens auf den offenen Ozean heraussteuern. Nur wenige Stürme schlagen eine Kurve nach Osten oder Nordosten ein und bedrohen dann vor allem die mexikanische Küste.
Tropische Wirbelstürme im Atlantischen Ozean siehe im Artikel: Atlantische Hurrikansaison 2009.

## Saisonprognose
Am 21. Mai 2009 gab die NOAA ihre Saisonprognose für die Hurrikansaison im östlichen und mittleren Pazifischen Ozean bekannt. Demnach wurde eine unterdurchschnittliche Saison erwartet, im östlichen Pazifik mit 13 bis 18 benannten Stürmen, davon 6 bis 10 Hurrikane, von den zwei bis fünf den Status eines schweren Hurrikans erreichen sollten.
Die Vorhersage beruhte auf der Auflösung von La Niña im April 2009. Die Wasseroberflächentemperaturen waren in der Nähe des Äquators fast normal. Außerdem wird für den späteren Verlauf der Saison die Bildung des El Niño angenommen. Abhängig von der Stärke des El Niño waren die Meteorologen unsicher, ob dies eine Wirkung auf die allgemeine Aktivität in diesem Becken haben wird. Aufgrund des Zyklus mit niedriger Aktivität, der 1995 einsetzte, brächte El Niño die Saison maximal auf das Durchschnittsniveau oder leicht darüber.
Für den mittleren Pazifik wurde ebenfalls eine leicht unterdurchschnittliche Saison erwartet. Demnach sollten drei bis fünf tropische Wirbelstürme in das Gebiet zwischen dem 140. und 180. Grad westlicher Länge wandern oder sich dort bilden.

## Saisonüberblick

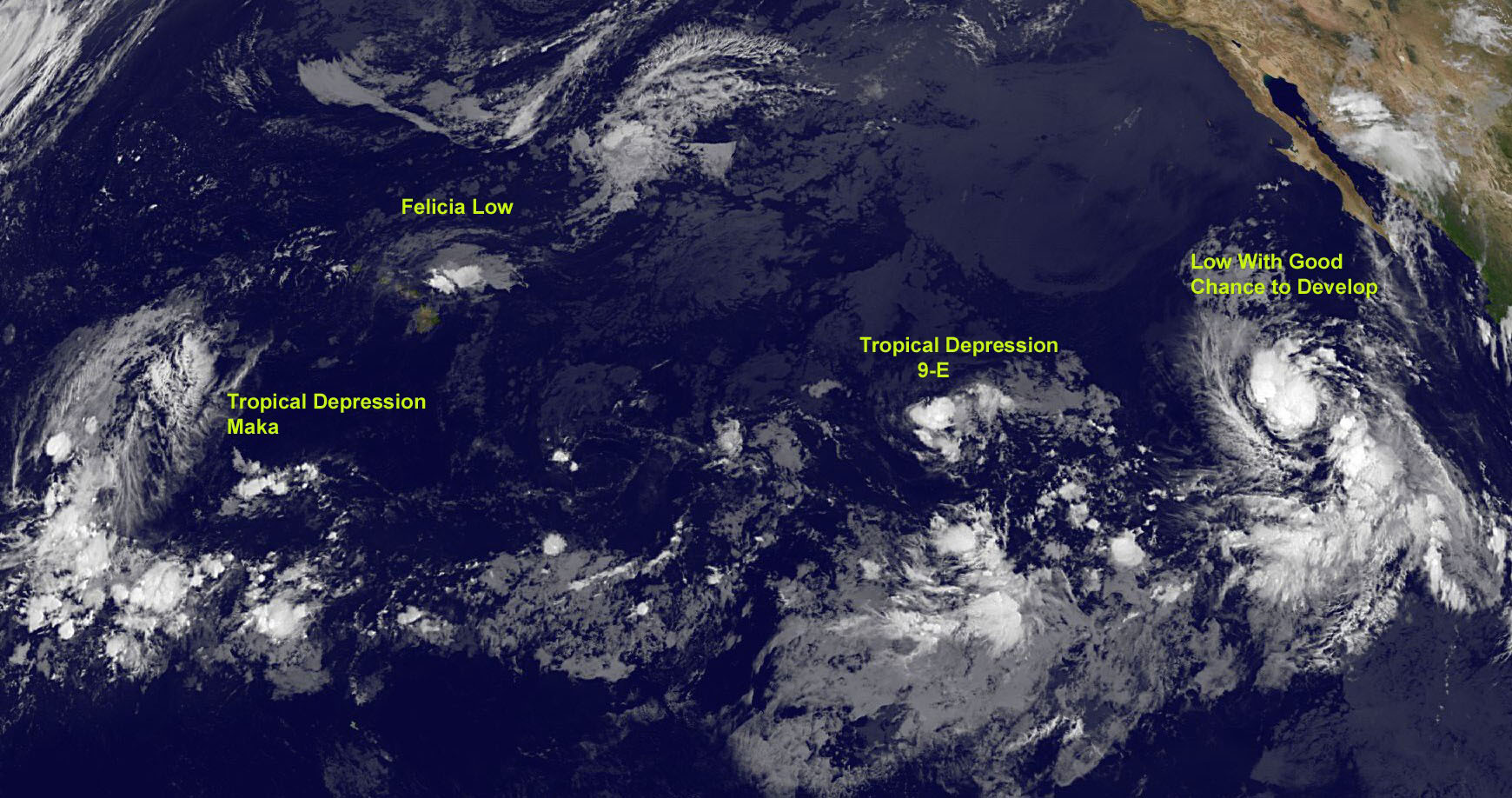
Die Situation am 12. August: Von links nach rechts sind die sich auflösenden Systeme Maka und Felicia, das Tief Neun-E und der sich gerade entwickelnde Hurrikan Guillermo erkennbar.

Das Jahr 2009 ist das erste Jahr seit 1999, in der sich im Monat Mai kein benannter Sturm gebildet hat. Seit 1999 hat es in jedem Jahr einen oder zwei solcher Stürme im Mai gegeben. Diese zehn Jahre bilden die längste zusammenhängende Zeitspanne, in der dies seit Beginn der Aufzeichnungen der Fall war. Durchschnittlich bilden sich Mai-Stürme im östlichen Pazifischen Ozean ein über das andere Jahr, sodass das Ausbleiben eines Sturmes im Mai normal ist. Das erste tropische System des Jahres war ein kurzlebiges tropisches Tiefdruckgebiet, das auf Sinaloa in Mexico traf; es ist das einzige bekannte System, das dies im Juni tat. Als das NHC am 23. Juni das Tropische Tiefdruckgebiet Zwei-E zum Tropischen Sturm Andres erklärte, war dies das zweitspäteste Datum für den ersten Sturm. Lediglich 1969 bildete sich der erste Sturm noch später, als Ava am 1. Juli zum tropischen Sturm wurde. Allerdings stellte das NHC in seiner Zusammenfassung des tropischen Wettergeschehens für den August fest, dass der August 2009 mit sieben benannten Stürmen der aktivste Monat seit 41 Jahren war, seit im August der Hurrikansaison 1968 im östlichen Pazifik acht benannte Stürme auftraten.
Lana, das sechste tropische Tiefdrucksystem der Saison, war erst der vierte bekannte tropische Wirbelsturm, der im östlichen pazifischen Becken als Tiefdruckgebiet entstand und im mittleren Pazifischen Ozean benannt wurde; die anderen drei waren Lala (1984), Iniki und Li (1994). Lana war der erste tropische Sturm im Zentral-Pazifik seit Kika 2008 und außerdem der erste tropische Wirbelsturm, der seit Flossie (2007) vom östlichen in den mittleren Pazifischen Ozean wanderte. Noch während Felicia aktiv war, bildete sich das Tropische Tiefdruckgebiet Eins-C, sodass die Saison 2009 die erste Hurrikansaison seit der pazifischen Hurrikansaison 2002 war, in der im Zentral-Pazifik zwei tropische Systeme gleichzeitig aktiv waren.

## Stürme

### Tropisches Tiefdruckgebiet Eins-E
Vor der Südwestküste Mexikos bestand am 15. Juni eine Wetterstörung, die langsam west-nordwestwärts wanderte und ein Tiefdruckgebiet bildete, als sie an Organisation gewann. Das System organisierte sich besser und am 18. Juni klassifizierte das National Hurricane Center das erste tropische Tiefdruckgebiet der pazifischen Hurrikansaison 2009, etwa 595 km südsüdwestlich von Mazatlán, Mexiko. Tiefe atmosphärische Konvektion existierte im südlichen Teil des Systems, im nördlichen Teil gab es teilweise gar keine konvektive Aktivität. Ein Trog über Niederkalifornien führte zu einer nordwärts gerichteten Zugrichtung des Systems. Das System blieb wegen Windscherung den größten Teil seiner Existenz unorganisiert. Eins-E löst sich auf, als es am 20. Juni über Land gelangte.
In der Nähe von Mazatlán fielen am 19. Juni 62 mm Niederschlag, wodurch es auf den Straßen der Stadt zu Überflutungen kam. Der Wind entwurzelte Bäume und riss Stromleitungen um. Erdrutsche und Steinschläge verursachten auf den Hauptstraßen mehrere Verkehrsunfälle.

### Hurrikan Andres
Spät am 21. Juni bildete sich rund 335 km südlich von Zihuatanejo ein tropisches Tiefdruckgebiet, das sich sechs Stunden später zu einem tropischen Sturm intensiviert hatte und den Namen „Andres“ erhielt. Am 23. Juni gegen 14:00 Uhr PDT wurde Andres zum Hurrikan erklärt, wobei die Intensivierung zum Hurrikan schon früher erfolgte. Andres schwächte sich jedoch wieder leicht ab, sodass das NHC gegen 20 Uhr Ortszeit des 23. Juni das System wieder zum Tropischen Sturm herabstufte. Das System zog weiter in eine eher nordwestliche Richtung. Starke Windscherung und trockene Luft hatten ihre Auswirkungen auf das System, das sich rasch abschwächte, sodass das NHC am 24. Juni die letzten Warnungen zu Andres ausgab.
Mit Andres verbundene heftige Regenfälle richteten in der Region um Acapulco schwere Überschwemmungen an. 200 Bewohner mussten aus ihren Häusern evakuiert werden. Ein Fischer ertrank in einer Lagune nordwestlich der Stadt, als sein Boot kenterte.

### Tropischer Sturm Blanca
Am 6. Juli wurde eine Wetterstörung etwa 675 km südsüdwestlich der Spitze von Niederkalifornien vom National Hurricane Center direkt zum Tropischen Sturm erklärt, ohne vorher als Tropisches Tiefdruckgebiet klassifiziert gewesen zu sein. „Blanca“ wies eine tiefe Konvektion und möglicherweise ein Auge auf. Im Tagesverlauf intensivierte sich der Sturm weiter. Ausgedehnte Regenbänder entwickelten sich und um das Zentrum erreichte der Wind eine andauernde Geschwindigkeit von 75 km/h. Einige der Vorhersagemodelle gingen von einer rapiden Intensivierung aus, bevor der Sturm in eine hemmende Umgebung gelangen würde; diese Vorhersagen erfüllten sich jedoch nicht, sodass Blanca am 8. Juli zum Tropischen Tiefdruckgebiet und einen Tag später zum Resttief abgestuft wurde. Etwa 1600 km westnordwestlich der Südspitze Niederkaliforniens löste sich das System am 10. Juli auf.
Ungewöhnlich für den Juli brachten die Reste des Systems am 11. Juli Regenfälle im Süden und der Mitte Kaliforniens.

### Hurrikan Carlos
Am 9. Juli organisierte sich eine Wetterstörung, die mit Schauer- und Gewittertätigkeit verbunden war, etwa 1450 km südlich der Spitze Niederkaliforniens zu einem Tiefdruckzentrum, das am frühen 10. Juli als viertes tropisches Tiefdruckgebiet im östlichen Pazifischen Ozean klassifiziert wurde. Gegen 14:00 Uhr PDT intensivierte sich das System zum Tropischen Sturm „Carlos“. Am 11. Juli stufte das National Hurricane Center Carlos zu einem minimalen Hurrikan auf.
Carlos bildete ein kleines Auge aus, das auf Satellitenbildern erkennbar war. Doch über Nacht verlor der Hurrikan aus unerklärlichen Gründen an Intensität und das Auge verschwand. Die tiefe Konvektion beschränkte sich auf eine kleine Region um das Zirkulationszentrum und die Größe des Systems ging zurück, sodass Carlos zu einem tropischen Sturm abgestuft wurde. Auch am 13. Juli setzte sich dieser Trend der Abschwächung fort, bevor Carlos den Trend umkehren konnte. Am 14. Juli entwickelte sich erneut ein Auge und Carlos intensivierte sich erneut zu einem Hurrikan.
Seine größte Stärke erreichte der Hurrikan am 15. Juli um 9:00 Uhr UTC mit Windgeschwindigkeiten von 90 Knoten als ein Kategorie-2-Hurrikan. Von da an ging die Intensität laufend zurück, bis am 16. Juli das NHC die letzte Warnung zu dem System ausgab.

### Tropischer Sturm Dolores
Am 14. Juli gewann eine Wetterstörung südlich von Niederkalifornien ausreichend Organisation, um als fünftes tropisches Tiefdruckgebiet klassifiziert wurde. Am Morgen des 15. Juli intensivierte sich das System zu einem tropischen Sturm klassifiziert und erhielt vom National Hurricane Center den Namen „Dolores“. Dolores bildete Bandstrukturen aus und erreichte in der Frühe des 16. Juli mit Windgeschwindigkeiten von 35 Knoten seine größte Stärke. Im Tagesverlauf verlor das System an Stärke und schwächte sich zu einem tropischen Tiefdruckgebiet ab. Da über Nacht die tiefe Konvektion verlorenging, erklärte das NHC das System am 17. Juli um 8:00 Uhr PDT zum Resttief. Dieses zog noch einige Tage gegen Norden, bevor es sich am 20. Juli in der Nähe der Westküste Kaliforniens auflöste.

### Tropischer Sturm Lana
Am 30. Juli entwickelte sich am westlichen Rand des östlichen Pazifiks eine Störung zum sechsten tropischen Tiefdruckgebiet der Saison. Sechs Stunden später intensivierte sich das System, nunmehr westlich des 140. westlichen Längengrades zu einem tropischen Sturm und erhielt den Namen „Lana“. Der Sturm begann mit der Bildung eines Auges, jedoch führte südliche Windscherung aufgrund eines Höhentroges zu einer leichten Disorganisation des Systems. Lana erreichte dennoch am 1. August die größte Intensität mit Windgeschwindigkeiten von 55 Knoten. Der Sturm schwächte sich deutlich ab, obwohl die Windgeschwindigkeiten die nächsten paar Tage immer noch 45 Knoten erreichten. Spät am 2. August schwächte sich Lana zu einem tropischen Tiefdruckgebiet ab und zerfiel am 3. August zu einem Resttief, etwa 930 km südwestlich von Honolulu, Hawaii und 660 km östlich von Johnston Island, sodass das Central Pacific Hurricane Center die letzte Warnung zu Lana ausgab; im Verlauf des 4. August löste sich das Resttief vollständig auf.

### Tropischer Sturm Enrique
Der Tropische Sturm „Enrique“ entwickelte sich aus einem ausgedehnten Tiefdruckgebiet mit dem Zentrum mehrere hundert Kilometer südsüdwestlich von Baja California Sur zu einem tropischen System. Das Zentrum mit der Zirkulation befand sich in einem Gebiet, das günstig für die weitere Entwicklung war. Das Tiefdruckgebiet zog in westnordwestlicher Richtung, da es auf einen Hochdruckrücken nördlich des Systems reagierte. Ein zweites Tiefdruckgebiet, das sich etwa neun Längengrade weiter westlich befand, hatte ebenfalls die Disposition, sich in ein tropisches System zu entwickeln und das Tropische Tiefdruckgebiet Sieben-E zu beeinflussen. Spät am 3. August intensivierte sich das System zu einem tropischen Sturm und erhielt den Namen „Enrique“. Enrique intensivierte sich kurz und erreichte am 4. August mit Windgeschwindigkeiten von 50 km seine größte Stärke. Der Einfluss durch den in der Nähe aktiven Hurrikan Felicia schwächte das System am späten Abend ab. Bis früh am 6. August behielt Enrique diese Intensität bei, wurde dann jedoch vom NHC zum tropischen Tiefdruckgebiet abgestuft. Am 7. August gab das System die letzte Warnung zu Enrique aus.

### Hurrikan Felicia
Spät am 3. August bildete sich rund 160 km südwestlich der Südspitze Niederkaliforniens ein tropisches Tiefdruckgebiet und wurde, nachdem einige Stunden früher weiter östlich das Tropische Tiefdruckgebiet Sieben-E klassifiziert wurde, zum Tropisches Tiefdruckgebiet Acht-E erklärt. Das System intensivierte sich rapide und wurde drei Stunden später zum tropischen Sturm erklärt und erhielt den Namen „Felicia“.
Felicia entwickelte schnell ein Auge. Das warme Wasser im Bereich der vorhergesagten Zugbahn wurde für diese Intensivierung verantwortlich gemacht. Am Nachmittag des 4. August erreichte Felicia den Status eines Hurrikans, der bereits am Abend die Kategorie 2 auf der Saffir-Simpson-Hurrikan-Windskala erreichte. Am 5. August stufte das NHC Felicia zu einem Hurrikan der Kategorie 3 auf und Felicia wurde somit zu einem schweren Hurrikan der Saison. Im Tagesverlauf intensivierte sich Felicia weiter rapide zu einem Kategorie-4-Hurrikan, dessen maximale Windgeschwindigkeit rund 230 km/h erreichte. Felicia wurde so zum stärksten pazifischen Hurrikan seit Daniel während der Pazifischen Hurrikansaison 2006.
Am 8. August überschritt Felicia die Grenze zum zentral-pazifischen Becken und schwächte sich während der Annäherung an Hawaii stetig ab, zunächst bis zum tropischen Sturm und schließlich zu einem tropischen Tiefdruckgebiet. Sturmwarnungen wurden am 9. August für Big Island, Maui und Oʻahu ausgerufen, jedoch zwei Tage später aufgehoben, als Felicia zu einem Resttief abgestuft wurde.

### Tropisches Tiefdruckgebiet Neun-E
Das Tropische Tiefdruckgebiet Neun-E entwickelte sich am 9. August aus einem kleinen Tiefdruckgebiet westsüdwestlich von Niederkalifornien. Am 12. August löste sich das tropische Tiefdruckgebiet Neun-E auf.

### Tropischer Sturm Maka
Das Tropische Tiefdruckgebiet Eins-C entwickelte sich am 11. August aus einem Tiefdruckgebiet südwestlich von Kauai. Einige Stunden später wurde „Maka“ als zweites System der Saison im Verantwortungsgebiet des CPHCs zu einem tropischen Sturm aufgestuft. Am nächsten Tag ging die Intensität des Sturms zurück. Diese Abschwächung kam überraschend und wurde von den Meteorologen mir vorher unerwarteter Windscherung erklärt, sodass Honolulu die letzte Warnung zu dem System ausgab. Das Resttief Makas dümpelte über die Datumsgrenze in den westlichen Pazifischen Ozean und entwickelte sich dort nochmals zu einem tropischen Tiefdruckgebiet.

### Hurrikan Guillermo
Der Tropische Sturm Guillermo bildete sich am 12. August ungefähr 700 Meilen südwestlich von Niederkalifornien aus einem großen Tiefdruckgebiet heraus. Das System entwickelte einen guten Wirbel und eine gute Konvektion und entwickelte sich am Nachmittag schließlich zu einem tropischen Sturm. Am 14. August intensivierte sich Guillermo zu einem Hurrikan der Kategorie 1. Im Tagesverlauf intensivierte sich Guillermo rapide, so dass das NHC das System um 23:30 Uhr PDT feststellte, dass Guillermo sich zu einem schweren Hurrikan entwickelt hatte. In den nächsten Tagen zog das System weiter nach Westen. Nach dem Erreichen des 140. Längengrades stellte das Central Pacific Hurricane Center fest, dass das Auge Guillermos aufgrund der Auswirkungen von westsüdwestlichen Scherwinden nicht mehr erkennbar ist. Am nächsten Tag wurde auch Guillermo zu einem tropischen Sturm herabgestuft. Am 19. August löste sich Guillermo auf.

### Tropischer Sturm Hilda
Das elfte tropische Tiefdruckgebiet der Saison entstand am 22. August am westlichen Rand des Verantwortungsbereiches der National Hurricane Centers. Es wurde einige Stunden zum Tropischen Sturm Hilda hochgestuft und überquerte am 23. August den 140. westlichen Längengrad. Die nächsten Tage zog Hilda weiter westwärts, wobei sich der Sturm aufgrund östlicher Scherwinde zunächst nur langsam intensivierte. Allerdings zieht das System an der Südseite eines Rückens entlang, sodass die Ausströmung im nördlichen Halbkreis behindert wird. Das CPHC sagte zwar zunächst eine Intensivierung Hildas zu einem Hurrikan vorher, doch trockene Luft machte dem Sturm zu schaffen und behinderte die weitere Entwicklung. Diese Entwicklung hielt den 25. und 26. August über an, bevor die Abschwächungsphase des Sturmes begann. Am 28. August gab das CPHC die letzte Warnung zu Hilda aus, zu diesem Zeitpunkt bereits zu einem Resttief zerfallen.

### Tropischer Sturm Ignacio
Das Tropische Tiefdruckgebiet Zwölf-E bildete sich spät am 24. August etwa 1060 km südwestlich der Südspitze Niederkaliforniens. Obwohl die Konvektion innerhalb der Regenbänder am westlichen Halbkreis des Systems etwas zurückging, organisierte sich das System besser und wurde einige Stunden später zu einem tropischen Sturm erklärt. „Ignacio“ war allerdings nicht besonders gut organisiert und um sein Zirkulationszentrum war eine Reihe kleinerer Wirbel angeordnet. Ignacio schaffte es nicht, sich wesentlich zu intensivieren und schwächte sich, nachdem er in ein Gebiet mit Wassertemperaturen unter 26 °C gelangte, am 27. August zu einem Tropischen Tiefdruckgebiet ab, das noch am selben Tag die Tropischen Eigenschaften verlor.

### Hurrikan Jimena
In der westlichen Karibik entstand eine tropische Welle, die Mittelamerika überquerte und sich im Pazifischen Ozean langsam entwickelte. Am frühen Morgen des 29. August intensivierte sich die Welle etwa 350 km südlich von Acapulco zum Tropischen Tiefdruckgebiet Dreizehn-E und schon bald darauf zum tropischen Sturm. Dieser erhielt den Namen „Jimena“ und intensivierte sich noch am selben Tag zu einem Hurrikan der Kategorie 2 der Saffir-Simpson-Hurrikan-Windskala. Jimena bildete ein kleines Auge. Am nächsten Tag verstärkte sich der Hurrikan zu einem schweren Hurrikan, dem dritten der Saison. Die Intensivierung setzte sich fort und noch am 30. August erreichte der relative kleine Hurrikan die Kategorie 4.
Am 31. August unterlief Jimena vermutlich eine zyklische Eyewall-Neubildung, wodurch der Hurrikan ein wenig an Kraft verlor. Seine Zugrichtung drehte durch einen subtropischen Rücken über dem Nordwesten Mexikos und einer subtropischen bis außertropischen Zyklone westlich von Niederkalifornien von Nordwesten auf eine mehr nördlichere Bahn. Dort gewann er wieder unerwartet an Stärke und bewegte sich mindestens am oberen Ende der Kategorie 4 auf der Saffir-Simpson-Skala. Möglicherweise erreichte der Hurrikan sogar die Kategorie 5. Auf dem Weg zur mexikanischen Halbinsel Baja California schwächte sich das System jedoch wieder zu einem Kategorie-3-Hurrikan ab. Obwohl noch über dem Meer begann sich Jimena mit starken Regenfällen und hohem Wellengang auf das Festland um das Touristengebiet um Los Cabos im Süden der Halbinsel auszuwirken. Am 2. September bewegte sich Jimena weiter Richtung Norden entlang der Küste, während er sich weiter zur Kategorie 2 abschwächte. Am Nachmittag Ortszeit überquerte das Hurrikanzentrum bei San Aventura, rund 100 Kilometer südlich von Santa Rosalía, die Küstenlinie und traf mit einer Geschwindigkeit zwischen 140 und 150 km/h auf Land. Über Land schwächte sich Jimena weiter ab. Da das System am 4. September seit mehr als zwölf Stunden keine tiefe Konvektion mehr zeigte, wurde es an diesem Tag zu einem Resttief erklärt.
Wäre Jimena mit seiner ursprünglichen Stärke, Kategorie 4 oder 5, auf Baja California getroffen, so wäre dies dort der stärkste tropische Sturm seit Beginn der Aufzeichnungen gewesen. Eines der schwersten Hurrikane der Vergangenheit, der die Halbinsel direkt getroffen hatte, war 1989 Kiko als Hurrikan der Stufe 3. Hurrikan Lane (2006, Kategorie 3) und Kenna (2002, Kategorie 5) schlugen in den benachbarten Regionen auf dem mexikanischen Festland ein. Jimena selbst ging bei Puerto San Carlos mit Windgeschwindigkeiten bis zu 110 km/h an Land. Er zerstörte Häuser und schnitt einige Dörfer von der Außenwelt ab. Ein Fischer wurde als vermisst gemeldet. Ansonsten waren keine Personenschäden zu beklagen.

### Tropisches Tiefdruckgebiet Zwei-C
Das tropische Tiefdruckgebiet Zwei-C entstand am 29. August um 3:00 Uhr UTC aus einer kleinen Wetterstörung südwestlich von Kauai. Das System zog westwärts und überquerte in der Frühe des 30. August die Datumslinie und gelangte in den Verantwortungsbereich der Japan Meteorological Agency. Dort konnte sich das System nicht weiter intensivieren und löste sich einige Stunden später auf.

### Tropischer Sturm Kevin
Das 14. tropische Tiefdruckgebiet der Saison bildete sich am 29. August aus einer Wetterstörung rund 1600 km südwestlich der Südspitze Niederkaliforniens, westlich des sich entwickelnden Hurrikans Jimena. Das Tiefdruckgebiet war nicht sonderlich gut ausgebildete, intensivierte sich dennoch zum siebten benannten Sturm im östlichen Pazifik im August. „Kevin“ schaffte es nicht, sich zu intensivieren und eine ungünstige Umgebung forderte ihren Tribut. Am 30. August verlor Kevin kontinuierlich an Kraft, sodass das NHC Kevin am 31. August zu einem tropischen Tiefdruckgebiet abstufte. Er löste sich am selben Tag auf.

### Hurrikan Linda
Das tropische Tiefdruckgebiet Fünfzehn-E wurde am 7. September klassifiziert. Es entwickelte sich aus einem etwa 1770 km westsüdwestlich der Sitze Niederkaliforniens gelegenen Tiefdruckgebiet. Nachdem die andauernden Winde im Tagesverlauf 95 km/h erreicht hatten, wurde das System zu einem tropischen Sturm aufgestuft und erhielt den Namen „Linda“. Linda intensivierte sich bis zum 10. September langsam zu einem Kategorie-1-Hurrikan und erreichte den Höhepunkt mit andauernden Windgeschwindigkeiten von 140 km/h am 10. September. Anschließend verlor der Hurrikan rasch an Stärke, sodass er um die Mittagszeit des 11. Septembers gerade noch so als tropischer Sturm eingestuft war. Im Tagesverlauf schwächte sich Linda zunächst zu einem tropischen Tiefdruckgebiet und dann zu einem Resttief ab, sodass das NHC keine weiteren Warnungen zu Linda mehr ausgab. Lindas Überreste schwächten sich ab und zerfielen am 15. September in einen oberflächennahen Trog; sie wurden schließlich am 10. September von einem Frontensystem absorbiert.

### Tropischer Sturm Marty
Das tropische Tiefdruckgebiet Sechzehn-E bildete sich am 16. September etwa 550 km südsüdwestlich von Cabo San Lucas und intensivierte sich innerhalb weniger Stunden zu einem tropischen Sturm, dem das NHC den Namen „Marty“ gab. Marty erreichte am 17. September mit einem Zentralluftdruck von 1001 hPa und andauernden Windgeschwindigkeiten von 75 km/h seine stärkste Intensität, bevor er während der nachfolgenden beiden Tage langsam schwächer wurde. Am 19. September gab das NHC die letzte Warnung zu Marty aus. Das Resttief löste sich bis zum 24. September vollkommen auf.

### Tropischer Sturm Nora
Am 21. September bildete sich etwa 1440 km westsüdwestlich der Südspitze Niederkaliforniens ein ausgedehntes Tiefdruckgebiet. Diese Wetterstörung begann sich langsam zu organisieren und intensivierte sich spät am 22. September zu einem tropischen Tiefdruckgebiet. Einige Stunden später hatte sich das Tiefdruckgebiet zu einem tropischen Sturm entwickelt und erhielt den Namen „Nora“. An diesem Tag erreichte Nora mit andauernden Windgeschwindigkeiten von 90 km die größte Starke, bevor sich das System wegen eines nahen Trogs wieder abschwächte. Früh am 25. September gab das NHC die letzte Warnung zu Nora aus.

### Tropischer Sturm Olaf
Das tropische Tiefdruckgebiet Achtzehn-E bildete sich am 1. Oktober aus einem ausgedehnten Tiefdruckgebiet und intensivierte sich rasch zum Tropischen Sturm „Olaf“. Als es nordwärts und nordostwärts in Richtung Niederkalifornien zog, gelangte der Sturm jedoch über kühleres Wasser und unter den Einfluss von Windscherung, sodass er sich am 3. Oktober zunächst zu einem Tiefdruckgebiet abschwächte. Einige Stunden später stellt das NHC die Warnungen ein, da Olaf in ein Resttief zerfiel.
In Baja California Sur kam es durch Starkregen zur Überschwemmung niedrig gelegener Gemeinde, vor allem in der Umgebung von La Paz. In Teilen von Sonora und Sinaloa wurden ebenfalls schwere Niederschläge registriert.

### Tropischer Sturm Patricia
Am 11. Oktober bildete sich aus einer Störung ein tropisches Tiefdruckgebiet. Es organisierte sich immer mehr, bis schließlich das NHC das Tiefdruckgebiet zu einem tropischen Sturm mit dem Namen „Patricia“ heraufstufte. Am 14. Oktober traf Patricia auf die Südspitze Niederkaliforniens und schwächte sich sofort wieder zu einem Tiefdruckgebiet ab.

### Hurrikan Rick
Mit seiner Intensität ist „Rick“ nach Linda im Jahr 1997 der zweitstärkste Hurrikan, der im Nord-Östlichen Pazifik verzeichnet wurde. Rick entstand aus einer tropischen Welle, die sich am 15. Oktober zu einem tropischen Tiefdruckgebiet entwickelte. Das System wanderte in westnordwestlicher Richtung und gelangte in eine Region, die eine explosive Intensivierung möglich machte. Kurz nach der Klassifizierung als tropisches Tiefdruckgebiet Zwanzig-E wurde das System bereits zum tropischen Sturm aufgestuft. Knapp 18 Stunden später erreichte Rick bereits Hurrikanstärke. Nach einer kurzen Phase der Stagnation stufte das NHC den Wirbelsturm innerhalb von nur 36 Stunden am 17. Oktober in die höchste Kategorie 5 herauf. Rick war der erste Kategorie-5-Hurrikan im östlichen Pazifik seit Hurrikan Kenna in der Hurrikansaison 2002.
In der Frühe des 18. Oktober erreichte Hurrikan Rick mit andauernden Windgeschwindigkeiten von 285 km/h und einem zentralen Luftdruck von 906 hPa seine größte Intensität, doch schon wenig später sorgten zunehmende Windscherung und trockenere Luftmassen für eine Abschwächung des Wirbelsturms. Am 19. Oktober hatte sich Rick zu einem Kategorie-3-Hurrikan abgeschwächt. Rick drehte auf eine nördlichere Richtung und bedrohte die Südspitze Niederkaliforniens. In dieser Phase verlor Rick weiter an Kraft und wurde am 20. Oktober zu einem tropischen Sturm abgestuft. Zu dem Zeitpunkt war der Sturm bereits stark asymmetrisch, der größte Teil der Konvektion hatte sich nordostwärts verschoben. Rick gelangte am nächsten Tag mit Windgeschwindigkeiten von 95 km/h bei Mazatlan über Land. Innerhalb von zwölf Stunden nach dem Landfall löste sich Rick auf.
In Mexico wurden durch die Auswirkungen des Sturms drei Menschen getötet. Der durch den Hurrikan verursachte Schaden war gering.

### Hurrikan Neki
Am 18. Oktober um 11:00 Uhr HST (1:00 Uhr UTC) bildete sich das tropische Tiefdruckgebiet Drei-C. Es befand sich zu diesem Zeitpunkt rund 1100 km südlich von Hawaii. Die Entstehung des Systems war ungewöhnlich, da es sich aus einer Störung in der Innertropischen Konvergenzzone (ITCZ) bildete. Diese lag mehrere Tage südlich von Hawaii und entwickelte am 19. Oktober eine organisierte Zirkulation. In der Frühe des nächsten Tages intensivierte sich Drei-C zum Tropischen Sturm „Neki“. Dieser gewann langsam an Stärke und erreichte am Nachmittag des 20. Oktober Hurrikanstärke. Am Tag darauf erreichte Neki die Kategorie 2 der Saffir-Simpson-Hurrikan-Windskala. Nach einer Periode langsamer Intensivierung erreichte Neki die Kategorie 3 und wurde somit zum ersten schweren Hurrikan, der im Zentralpazifik entstanden war, seit sich Hurrikan Ioke während der Hurrikansaison 2006 gebildet hatte. Nachdem Neki mit Windgeschwindigkeiten von 205 km/h und einem zentralen Luftdruck von 950 hPa die größte Intensität erreicht hatte, schwächte sich der Hurrikan langsam ab. Zuletzt erreichte Neki am 22. Oktober Hurrikanstärke, einen Tag später entsprach Nekis Stärke nur noch einem tropischen Sturm. Als tropischer Sturm bestand Neki noch drei weitere Tage, bevor sich das System am 26. Oktober zum tropischen Tiefdruckgebiet abschwächte. In der Frühe des 27. Oktober zerfiel Neki zu einem Oberflächentrog, der mit einer Vorwärtsgeschwindigkeit von fast 60 km/h und niederhängenden Wolken, die sich in einer langgezogenen Zirkulationsbewegung befanden, über den nördlichen Pazifik davonjagte.
Neki zog am 23. Oktober über das Papahānaumokuākea Marine National Monument in der Nähe der French Frigate Shoals hinweg, richtete dort jedoch keine Schäden an. Der Hurrikan war der erste tropische Wirbelsturm seit Hurrikan Iniki in der Hurrikansaison 1992, der Auswirkungen auf die Hawaii-Inseln hatte. Für zwei Naturreservate waren die Auswirkungen schwerwiegender; Round Island büßte Land ein und Disappearing Island wurde vollkommen weggespült.

## Sturmnamen
Die folgenden Namen wurden für benannte Stürme benutzt:
Andres, Blanca, Carlos, Dolores, Enrique, Felicia, Guillermo, Hilda, Ignacio, Jimena, Kevin, Linda, Marty, Nora, Olaf, Patricia, Rick
Nicht mehr zur Anwendung kamen:
Sandra, Terry, Vivian, Waldo, Xina, York, Zelda

Tropische Wirbelstürme und Hurrikane, die sich 2009 im zentralen Pazifischen Ozean bildeten, erhielten Namen von einer gesonderten Namenslisten. Diese wurden vom Central Pacific Hurricane Center vergeben:
Lana, Maka, Neki

## Accumulated Cyclone Energy (ACE)
| 1                 | 23,0        | Jimena    | 8  | 0,405 (3,11) | Hilda    | 15 | 1,29    | Marty   |
| 2                 | 22,1        | Rick      | 9  | 3,31         | Andres   | 16 | 1,13    | Blanca  |
| 3                 | 15,3 (3,79) | Felicia   | 10 | (2,75)       | Lana     | 17 | 0,970   | Kevin   |
| 4                 | (12,4)      | Neki      | 11 | 2,48         | Enrique  | 18 | 0,848   | Olaf    |
| 5                 | 9,73 (2,24) | Guillermo | 12 | 1,77         | Patricia | 19 | 0,810   | Dolores |
| 6                 | 8,92        | Carlos    | 13 | 1,58         | Ignacio  | 20 | (0,245) | Maka    |
| 7                 | 5,30        | Linda     | 14 | 1,30         | Nora     |    |         |         |
| Total: 100 (24,6) |             |           |    |              |          |    |         |         |

Die nebenstehende Tabelle zeigt die ACE für jeden Sturm dieses Jahres. Die ACE beschreibt die Energie eines tropischen Sturms, indem die Stärke eines Sturms mit der Dauer multipliziert wird, das heißt, lange andauernde Stürme, sowie starke Stürme haben einen hohen ACE-Wert. Traditionell werden von der NOAA lediglich benannte Stürme mit Windgeschwindigkeiten von über 34 Knoten (63 km/h) erfasst, aber nicht in Phasen, in denen sie subtropisch eingestuft waren.
Die Werte in Klammern beziehen sich auf die Gebiete westlich des 140. Längengrades, also den zentralen Pazifik, die ohne Klammern auf die Gebiete östlich davon.